# Conchagua (La Unión)
 (février 2022).
Si vous disposez d'ouvrages ou d'articles de référence ou si vous connaissez des sites web de qualité traitant du thème abordé ici, merci de compléter l'article en donnant les références utiles à sa vérifiabilité et en les liant à la section « Notes et références ».
Conchagua est une ville fondée en 1543 et une municipalité du département de La Unión au Salvador.
C'est la plus importante ville de son département,  située seulement à 8 kilomètres à l'ouest de La Unión, la capitale du département éponyme, et à 184 kilomètres à l'est de San Salvador, la capitale du Salvador.
La ville est dominée par un imposant volcan, le Conchagua qui culmine à 1 225 mètres, auquel elle doit son nom et du sommet duquel se voit le golfe de Fonseca.

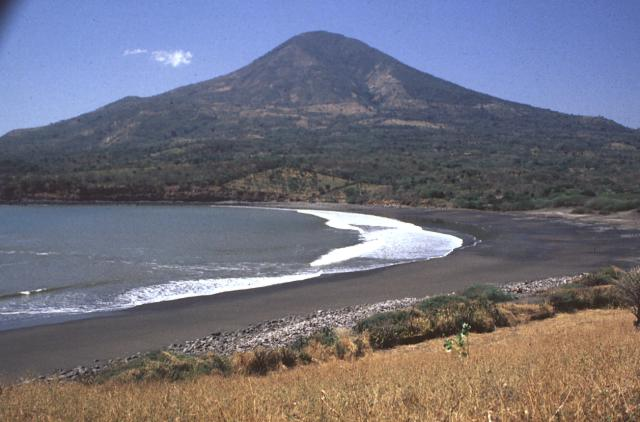
Le volcan Conchagua domine le golfe de Fonseca.

C'est aussi une station touristique avec ses hôtels et restaurants, ses quatre plages qui s'égrennent le long du golfe de Fonseca dont la célèbre plage Tamarindo (en espagnol: la playa Tamarindo), ainsi qu'un lieu de randonnée dans un parc aménagé autour du Conchagua sur les pentes duquel la ville a été bâtie.

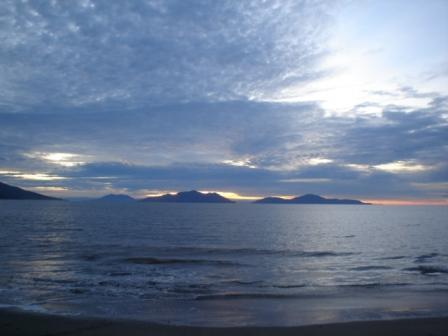
La plage Tamarindo